# 大畑伸太郎
大畑 伸太郎（おおはた しんたろう、1975年10月6日 - ）は、日本の声優、舞台俳優。島根県益田市出身。賢プロダクション所属。

## 略歴
役者を志す前は冒険家になりたいと思っており、「世界中を旅する」と言っていた。
勝田声優学院16期生、スクールデュオ2期生を経て賢プロダクションに所属。

## 人物
声種はハイバリトン。主に少年役を演じる。
声優としてはアニメ、外画吹き替え、ナレーションを数多く担当。
声優の他に舞台俳優としても活動しており、『だみ声まつりシリーズ』および『チャーリーズヘンジェルシリーズ』に数多く出演している。
特技は石見弁。趣味は90-00年代メロコア、ハードコア、パンクロック、ヒップホップ。

## 出演
太字はメインキャラクター。

### テレビアニメ
2000年
- 真・女神転生デビチル（2000年 - 2001年、ススム、キムジナ、ビャッコ、セキリュウ、ヘルハウンド、ヘカトンケイル、フレスベルク、ワイラ、デーバ、ネクベト）

2001年
- 格闘料理伝説ビストロレシピ（キーマ、ガッテンむす、やきオーニー、ゴモクーガー 他）
- 仰天人間バトシーラー（テシタロイド黄、エラソーダケ / ヨワヨワダケ）

2002年
- あたしンち（2002年 - 2006年、TVの声、店員、乗客、男性、宅配便 他）
- キャプテン翼（選手A、ディアス、ジャイゴ、マルコ、ベルンハルト 他）
- GetBackers-奪還屋-（男）
- 十二国記（卓の同級生達）

2003年
- 明日のナージャ（ザビーの兄〈次男〉）
- GAD GUARD（ブラック）
- ガングレイヴ（ケニー）
- ガンパレード・マーチ 〜新たなる行軍歌〜（TV男）
- 金色のガッシュベル!!（男子生徒）
- 獣兵衛忍風帖 龍宝玉篇（家臣B）
- TEXHNOLYZE（ヨウイチ）
- DEAR BOYS（多岐川、店員）
- はじめの一歩（2003年 - 2013年、練習生A、観客） - 1シリーズ + 特別編
- 人間交差点（生徒A）

2004年
- 頭文字D Fourth Stage（ギャラリーA、ギャラリー）
- うた∽かた（雅隆）
- 学園アリス（男生徒）
- サムライチャンプルー（若者）
- 鉄人28号（第4作）（PX団員2、PX団員1）
- 天上天下（キャップの男、ボウシ、スーツの男4）
- To Heart 〜Remember my Memories〜（生徒D）
- 遙かなる時空の中で-八葉抄-（部下）
- 鋼の錬金術師（軍人B）
- 爆裂天使（開発者B）
- BECK（千葉恒美）
- ボボボーボ・ボーボボ（T-500）
- 魔法少女隊アルス（ケンジ）
- 陸奥圓明流外伝 修羅の刻（若侍、審判、隊士、奇兵隊、官兵、官軍鉄砲隊）
- MONSTER（オットー、学生B、学生）
- 焼きたて!!ジャぱん（新人）

2005年
- こてんこてんこ（ヴァー 他）
- SHUFFLE!（客）
- 新釈 眞田十勇士
- B-伝説! バトルビーダマン 炎魂（ハジャ）
- まじめにふまじめ かいけつゾロリ（タワジ）
- LOVELESS（教師）
- 水木しげるの妖怪ワールド 恐山物語（ほいほい火C）
- ラムネ（端野）

2006年
- イノセント・ヴィーナス（狂死郎）
- 爆球Hit! クラッシュビーダマン（黒駒虎鉄）
- 護くんに女神の祝福を!（八木浩介）
- ヤマトナデシコ七変化♥（実行委員長、野郎）
- 流星のロックマン（2006年 - 2008年、牛島ゴン太）　- 2シリーズ
- LEMON ANGEL PROJECT（香坂辰也）
- ワンワンセレプー それゆけ!徹之進（ポチ、シルコ）

2007年
- おおきく振りかぶって（畠篤史）
- スカルマン（若者）
- ゼロ デュエル・マスターズ（コテツ）
- 爆丸バトルブローラーズ（2007年 - 2012年、ディアブロ、ジェイク・ヴァレリ） - 3シリーズ
- BACCANO! -バッカーノ!-（エルマー・C・アルバトロス）
- BLUE DROP 〜天使達の戯曲〜（教師2）

2008年
- のらみみ（ヒロ）
- 秘密 〜The Revelation〜（仁木周造）
- 魔法遣いに大切なこと 〜夏のソラ〜（小西）
- ONE OUTS -ワンナウツ-（荒井英雄、バガブーズコーチ）

2009年
- うちの3姉妹（ウェイター）
- ケロロ軍曹（親衛隊員）
- 空中ブランコ（福原）
- 蒼天航路（馬喚）
- にゃんこい!（ミッチー）
- バスカッシュ!（DJ、DJ2号）

2010年
- 探偵オペラ ミルキィホームズ（2010年 - 2012年、ブー太、ラジオの声、クマ、おじさん、アナウンサー、父親 他） - 2シリーズ + 特別編

2011年
- UN-GO（中橋英太郎）
- 機動戦士ガンダムAGE（2011年 - 2012年、ディケ・ガンヘイル、ウットビット・ガンヘイル、ビシディアンオペレーター）
- 逆境無頼カイジ 破戒録篇（浅田）
- BLEACH（隊員）

2012年
- めだかボックス（城南二年生）
- メタルファイト ベイブレード ZEROG（2012年 - 2013年、岩山美男）

2013年
- 最強銀河 究極ゼロ（ガイコツ船長）
- 進撃の巨人（賊、訓練兵）
- ダンボール戦機WARS（岸川セイリュウ、サクヤのチームメイトA、キース・ジョーダン、西村ユウジ、オペレーター）
- トリコ（職人、雷丸）
- HUNTER×HUNTER（第2作）（海賊）
- ビーストサーガ（モーガン）

2014年
- ガンダム Gのレコンギスタ（下士官）
- ハイキュー!!（白戸選手A）
- ふうせんいぬティニー（2014年 - 2016年、リオン） - 2シリーズ
- フューチャーカード バディファイト（2014年 - 2018年、ドラムバンカー・ドラゴン / 五角竜王 ドラム、オゾンB、音速の獄卒 ヘル・ゲパルト、泊ヶ山トガリ、薄黄の妖 星熊童子、ぶんぶく師匠、一反木綿ペーパー） - 5シリーズ
- マギ The kingdom of magic（炎彰）

2015年
- ガンダムビルドファイターズトライ（オホーツク学園メンバー）
- GANGSTA.（ガストン・ブラウン）
- 境界のRINNE（カボチャだまし神）
- バトルスピリッツ 烈火魂（山村村重）
- 夜ノヤッターマン（アケホノ）

2016年
- 宇宙パトロールルル子（先生星人、本部隊員星人）
- 探偵チームKZ事件ノート（小野塚）
- ナースウィッチ小麦ちゃんR（橘正三）

2017年
- 弱虫ペダル シリーズ（2017年 - 2022年、東戸） - 2シリーズ
- エルドライブ【ēlDLIVE】（ヴァージル）
- ゼロから始める魔法の書（古着屋の店主）

2018年
- ゆるキャン△（2018年 - 2021年、各務原修一朗） - 2シリーズ
- メジャーセカンド（2018年 - 2020年、鈴木アンディ） - 2シリーズ
- フューチャーカード 神バディファイト（2018年 - 2019年、ガルバード、絶拳独尊 ドガゼウス）
- つくもがみ貸します（霊媒師）
- ラディアン（2018年 - 2020年、ドク） - 2シリーズ
- DOUBLE DECKER! ダグ&キリル（リッキー）

2019年
- BAKUMATSUクライシス（平賀源内）
- ファンタシースターオンライン2 エピソード・オラクル（ハドレッド）

2020年
- ハクション大魔王2020（魔法のじゅうたん、権田原げんき）
- 神之塔 -Tower of God-（ユガ）
- トミカ絆合体 アースグランナー（2020年 - 2021年、ガオグランナーティラノ、ヒャッハーモヒカン達のリーダー）

2021年
- デュエル・マスターズ キング!（2021年 - 2022年、マギ）
- 東京リベンジャーズ（鮫山）
- SDガンダムワールド ヒーローズ（太史慈デュエルガンダム）
- 王様ランキング（2021年 - 2022年、狩人、キングボ父）

2022年
- ヒロインたるもの!〜嫌われヒロインと内緒のお仕事〜（ひより父、スタッフ）
- おにぱん!（審査員男、バット部部長、バット部部長・ロボ、視聴の声）
- RPG不動産（ハデス〈死神〉）
- デュエル・マスターズ WIN（2022年 - 2024年、源さん） - 2シリーズ

2023年
- この素晴らしい世界に爆焔を!（オーナー）

2024年
- 最強タンクの迷宮攻略〜体力9999のレアスキル持ちタンク、勇者パーティーを追放される〜（商人）
- 戦国妖狐 千魔混沌編（タゴ）
- ニンジャラ（ボス猿）

2025年
- Aランクパーティを離脱した俺は、元教え子たちと迷宮深部を目指す。（二モル）
- ニャイト・オブ・ザ・リビングキャット（野盗）
- まったく最近の探偵ときたら（怪盗リバーフェイク）

### 劇場アニメ
2006年
- デジモンセイバーズ THE MOVIE バーストモード!究極パワー発動（ゴブリモン）

2011年
- 手塚治虫のブッダ -赤い砂漠よ!美しく-
- トリコ 3D 開幕!グルメアドベンチャー!!（魚屋店主）

2012年
- アシュラ
- 映画 スマイルプリキュア! 絵本の中はみんなチグハグ!（桃太郎の鬼）

2013年
- キャプテンハーロック -SPACE PIRATE CAPTAIN HARLOCK-
- サカサマのパテマ（ポルタ）

2014年
- BUDDHA2 手塚治虫のブッダ -終わりなき旅-

2016年
- 劇場版 探偵オペラ ミルキィホームズ〜逆襲のミルキィホームズ〜（肩車父）

2017年
- 映画 ふうせんいぬティニー なんだかふしぎなきょうりゅうのくに!（リオン）

2020年
- Gのレコンギスタ II ベルリ 撃進（士官）

2022年
- 映画 ゆるキャン△（各務原修一朗）

### OVA
2001年
- 夢・空高く

2002年
- ナースウィッチ小麦ちゃんマジカルて（ファン、客A）

2003年
- 遙かなる時空の中で2-白き龍の神子-（お付き1）

2004年
- くじびきアンバランス（脇坂）
- テイルズ オブ ファンタジア THE ANIMATION

2006年
- 水木しげるの妖怪ワールド 恐山物語（ほいほい火C）

2010年
- エア・ギア 黒の羽と眠りの森 -Break on the sky-（オニギリ）

2013年
- 機動戦士ガンダムAGE MEMORY OF EDEN

2015年
- 機動戦士ガンダム THE ORIGIN（2015年 - 2017年、デニム、検査官）- 2019年に再編集作品『THE ORIGIN 前夜 赤い彗星』テレビ放送

### Webアニメ
- ベイウォーリアーズ サイボーグ（2015年、シド）
- ホイッスル!（ボイスリメイク版）（2016年 - 2017年、高井真人[28]）
- SDガンダムワールド 三国創傑伝（2019年、太史慈デュエルガンダム[29]）
- BASTARD!! -暗黒の破壊神-（2022年、オズボーン）
- 終末のワルキューレII（2023年、恵比寿）

### ゲーム
2003年
- サムライスピリッツ零（炎邪）
- 鋼の錬金術師 翔べない天使（トレインジャック3）

2004年
- GALAXY ANGEL Eternal Lovers（皇国軍軍人）
- 幻想水滸伝IV（アカギ、ゲイリー）
- サムライスピリッツ零SPECIAL（炎邪）

2005年
- サムライスピリッツ 天下一剣客伝（炎邪）
- ドラッグオンドラグーン2 封印の紅、背徳の黒（武器商人）
- プリンセスコンチェルト（カルサック、ラウディア国王、兵士）
- Rhapsodia（アカギ、ゲイリー）
- ラムネ 〜ガラスびんに映る海〜（端野）
- ワイルドアームズ ザ フォースデトネイター（ジェレミィ・ナン）

2006年
- アラビアンズ・ロスト〜The engagement on desert〜（シャーク＝ブランドン）
- EVE new generation（大五郎、椎太）

2007年
- 流星のロックマン2（牛島ゴン太）

2008年
- フォールアウト3（シュラプネル、ドノバン 他）

2009年
- Sweet HoneyComing（篠崎政則）

2010年
- 白騎士物語 -光と闇の覚醒-
- スーパーストリートファイターIV（ハカン）

2011年
- SDガンダム GGENERATION（2011年 - 2016年、リィ・スワガー、ディケ・ガンヘイル） - 2作品

2012年
- 時と永遠 〜トキトワ〜（ミガーチ）

2013年
- 真・女神転生IV（ナバール）
- スーパーロボット大戦UX（加藤機関兵士）
- ダンボール戦機ウォーズ（岸川セイリュウ）

2014年
- アラビアンズ・ダウト〜The engagement on desert〜（シャーク＝ブランドン）
- ウルトラストリートファイターIV（ハカン）

2015年
- フューチャーカード バディファイト 友情の爆熱ファイト!（ドラムバンカー・ドラゴン）

2016年
- 真・女神転生IV FINAL（ナバール）
- 果つることなき未来ヨリ（モルグ）

2017年
- フューチャーカード バディファイト 目指せ!バディチャンピオン!（オゾンB）

2018年
- フューチャーカード バディファイト 誕生!オレたちの最強バディ!（ぶんぶく師匠）

2024年
- 東京放課後サモナーズ（アマノジャク）

### ドラマCD
- あまつき
- アインザッツ（富津杜功、倉尾亜土）
- アニメ店長うきうきドラマCD（乱場ラル夫）
- 『イノセント・ヴィーナス』オリジナルドラマ #0
- カオシックルーン（機界営業部長）
- QuinRose MIX.Radio! DJCD第1巻
- てるてる×少年（町の人）
- 鋼の錬金術師 霧のオクダーレ（村人）
- プリンセス・プリンセス（カラオケ屋店員）

### BLCD
- 課長の恋（隼人）
- ハッピータイム（和）
- 色男はお金がお好き
- 裏刀神記
- 可愛いひと。VIII
- キレパパ。2（男子生徒）
- SEX PISTOLS2
- 相思喪曖 二重螺旋4
- ちんつぶ CHINKO NO TSUBUYAKI（男子生徒）
- トライアングル・ラブ・バトル くされ縁の法則
- Punch↑2
- FAKE -Final Act-（レイオッタ少年）
- ブレックファーストクラブ3
- 淫らな罠に堕とされて
- LOVE MODE6
- 攣哀感情 二重螺旋3

### 吹き替え

#### 映画
- アナザー・タイム（ショーン）
- アルティメット・バトル〜忍者VS少林寺〜
- E.T. ※DVD版
- ウイークエンダー（パーシー）
- ウォー・オブ・ザ・デッド（スリバー）
- エイリアンX
- ガリー（カルヴィン〈ジェイコブ・ラティモア〉[38]）
- 紀元前1万年
- クロックストッパーズ（デイト）
- シティ・オブ・ゴッド（ネギーニュ）
- シューテム・アップ（強盗）
- 守護神（トッド）
- ストンプ!（EC）
- チョコレート・ファイター（ムン）
- ニューヨーク・ミニット（ジム）
- バットマン ビギンズ
- ブルース・オールマイティ
- ルックアウト/見張り（テッド）
- ワイルド・スピードX3 TOKYO DRIFT（トゥインキー〈バウ・ワウ〉）
- 私が愛したギャングスター（ビリー〈ポール・ローナン〉）
- ワンス・アポン・ア・タイム・イン・チャイナ（ムーコン）
  - ワンス・アポン・ア・タイム・イン・チャイナ/少林故事
  - ワンス・アポン・ア・タイム・イン・チャイナ/無頭将軍
  - ワンス・アポン・ア・タイム・イン・チャイナ/理想年代

#### ドラマ
- インコーポレイテッド（セオ）
- F.B.EYE!! 相棒犬リーと女性捜査官スーの感動!事件簿（アンディ）
- ギルモア・ガールズ（チェスター）
- クローザー
- 五行の刺客（トミー・ワー）
- 新チャーリーズ・エンジェル
- スイート・ライフ オン・クルーズ（アシュトン）
- スピン・シティ（スペンサー）
- とび蹴りアチョ〜ズ（カイ）
- ナース・ジャッキー2
- パワーレンジャー・S.P.D.（ピギー）
- パワーレンジャー・ミスティックフォース（ビギー、ウォールマックス）
- フリークス学園（アラン）
- マウンテン・ウォーズ/ホライズン高校物語（デビット）

#### アニメ
- カーズ2
- クランプ・ツインズ（ウェイン）
- THE TIME KID（ハーニー）
- シャーク・テイル
- バイオハザード ダムネーション（JD）

### ボイスオーバー
- UFC登竜門 ジ・アルティメット・ファイター（ジェフ・レンツ）

### 特撮
2016年
- 仮面ライダーエグゼイド（2016年 - 2017年、モータスバグスターの声） - 2作品

2018年
- てれびくん超バトルDVD 快盗戦隊ルパンレンジャーVS警察戦隊パトレンジャー 〜GIRLFRIENDS ARMY〜（ナンパリオ・ペンギーノの声）

2021年
- 機界戦隊ゼンカイジャー（コオリワルドの声）

2025年
- ナンバーワン戦隊ゴジュウジャー（鬼ごっこノーワンの声）

### 舞台
- 「だみ声まつりvol.2〜真夏の狂想曲（ソナタ）」（2004年）
- 「だみ声まつりエピソード3〜Shll We WARS!?ダミの復讐」（2005年）
- 「だみ声まつりエピソードIV〜ダミンチコード　人類最大の謎に挑む！」（2006年）
- 「だみ声まつりファイナル 犬だみ家の一族」（2007年）
- 「チャーリーズヘンジェル」（2008年）
- 「チャーリーズヘンジェル」（2009年）
- 「チャーリーズヘンジェル」（2010年）
- 「チャーリーズヘンジェル外伝 震災スペシャル 懺悔の値打ちもないっ!」（2011年）
- ことだま屋本舗EXステージ『クロボーズ』（2016年、前田利家 他）
- ことだま屋本舗EXステージvol.2『戦国新撰組』（2017年、井上源三郎）
- ことだま屋本舗EXステージvol.3「ことだま屋×Z」（2018年）
  - 『ヴァンパイア・サバイバー』（赤城元）
  - 『ア―ガンの巨神』（ネスト）
- ことだま屋本舗EXステージvol.4「戦国新撰組-結- / さんばか」（2018年）
  - 『戦国新撰組-結-』（井上源三郎）
  - 『さんばか』（入道）
- ことだま屋本舗EXステージvol.5「ことだま屋×Z PART2」（2018年）
  - 『闇狩人Δ』
  - 『レオナルド危機一髪』（戦車兵）
- ことだま屋本舗EXステージvol.6『アウターゾーン リ：ビジテッド』（2019年）
- ことだま屋本舗EXステージvol.7「ことだま屋×Z4」（2019年）
  - 『アウターゾーン リ：ビジテッド』（干し首）
  - 『闇狩人Δ』
  - 『宇宙人プルカ』
  - 『週末は武道館で君と。』
- ことだま屋本舗EXステージvol.8「レオナルド危機一髪×さんばか」（2019年）
  - 『レオナルド危機一髪』（カエサル）
  - 『さんばか』（春朗〈北斎〉、入道）
- ことだま屋本舗EXステージvol.9「SEVEN EDGE / ゆーどうぶ。」『SEVEN EDGE』（2019年、貴志孔一）
- ことだま屋本舗EXステージvol.10『サマーヒーロー』（2019年）
- ことだま屋本舗「EXステージ×コミックファイア」『新米オッサン冒険者、最強パーティに死ぬほど鍛えられて無敵になる。』（2021年、ドルムド）
- ことだま屋本舗☆リーディング部その12『怪人スカウト2021』（2021年、戦闘員1、通行人A、三密怪人ニューノマール、共謀者A、親友）
- ことだま屋本舗☆リーディング部その13
  - 『かくれんぼ』（ユーマ）
  - 『夏の揺らめく煙に想ふ』（諒太）
  - 『怪人スカウトGK』（パワハラ怪人アツリョクカケール、社長、戦闘員4）

### その他コンテンツ
- NHKEテレ特別番組『空前絶後の冒険アニメ「ラディアン」』（2018年9月30）
- ボイスドラマ『蒼空のフロンティア 海神のイーグリット』（2010年、山葉聡）

### シリーズ一覧
1. ↑  TVスペシャル『Champion Road』（2003年4月18日）、第3期『Rising』（2013年）
2. ↑  『流星のロックマン』（2006年 - 2007年）、続編『流星のロックマン トライブ』（2007年 - 2008年）
3. ↑  第1期（2007年 - 2008年）、第2期『ニューヴェストロイア』（2010年 - 2011年）、第3期『ガンダリアンインベーダーズ』（2011年 - 2012年）
4. ↑  第1期（2010年）、『サマー・スペシャル』（2011年8月）、第2期『探偵オペラ ミルキィホームズ 第2幕』（2012年）
5. ↑  第1期（2014年 - 2015年）、第2期『セカンドシーズン』（2015年 - 2016年）
6. ↑  第1期（2014年 - 2015年）、第2期『100』（2015年 - 2016年）、第3期『DDD』（2016年 - 2017年）、第4期『X』（2017年 - 2018年）、第4.5期『X オールスターファイト』（2018年）
7. ↑  第3期『NEW GENERATION』（2017年）、第5期『LIMIT BREAK』（2022年）
8. ↑  第1期（2018年）、第2期『SEASON2』（2021年）
9. ↑  第1シリーズ（2018年）、第2シリーズ（2020年）
10. ↑  第1シリーズ（2018年 - 2019年）、第2シリーズ（2019年 - 2020年）
11. ↑  第1期（2022年 - 2023年）、第2期『決闘学園編』（2023年 - 2024年）
12. ↑  『3D』（2011年）、『GENESIS』（2016年）
13. ↑  テレビシリーズ（2016年 - 2017年）、DVD『てれびくん超バトルDVD 仮面ライダーエグゼイド [裏技] 仮面ライダーレーザー』（2017年）